# Volksmiliz (Volksrepublik Donezk)
Die Volksmiliz (Russisch: Народная милиция Донецкой Народной Республики) umfasste die Streitkräfte der Volksrepublik Donezk.

## Geschichte
Die Volksmiliz wurde gleichzeitig mit dem ihrem wichtigsten Truppenteil, dem 1. Armeekorps, am 12. November 2014 aufgestellt und hörte auch mit dessen Übernahme in das Russische Heer am 31. Dezember 2022 auf zu bestehen.

## Aufbau
Neben den Einheiten des 1. Armeekorps umfasste die Volksmiliz die Obersten Kommandobehörden, 6 Bataillone der Territorialverteidigung und eine Akademie.